# قاي هانسن
قاي هانسن (بالإنجليزية: Guy Hansen)‏ هو لاعب كرة قاعدة أمريكي، ولد في 12 نوفمبر 1947.

## وصلات خارجية
- قاي هانسن على موقعبيزبول رفرنس.كوم (الدوري الثانوي) (الإنجليزية)